# Could’ve Been
Could’ve Been ist eine Pop-Ballade, die von der US-amerikanischen Songwriterin Lois Blaisch geschrieben wurde. In der Interpretation der Sängerin Tiffany wurde das Lied Anfang 1988 ein Nummer-eins-Hit in den Billboard Hot 100. 
Der Titel erschien 1987 auf Tiffanys selbstbetitelten Debütalbum. Die Fassung, die zum Hit wurde, war bereits vier Jahre zuvor aufgenommen worden.

## Hintergrundinformationen
Lois Blaisch schrieb das Lied bereits in den frühen 1980er-Jahren. Sie hatte den „Mann ihrer Träume“ getroffen, der sich aber einer anderen Frau zuwandte. Blaisch war daraufhin deprimiert, und als sie eines Nachts nicht schlafen konnte, fiel ihr Blick auf einen Blumenstrauß, der verwelkte. Dies bezeichnete sie als Initialzündung für das Lied Could’ve Been (dt.: Hätte sein können). Sie nahm ein Demo des Liedes auf. 
Bei einem Auftritt im Hungry Hunter in Thousand Oaks hörte Bradley Schmidt Blaisch das Lied singen. Das Stück gefiel ihm und er bat Blaisch um ein Demo, das er dem Produzenten George Tobin geben wollte. Dieser lud Blaisch zu einer Probe ins Tonstudio ein, zu der sie nur mit einer Akustikgitarre erschien. Tobin war so angetan von ihrer Musik, dass Blaisch das Lied dreimal spielen musste. Außerdem nahm Tobin eine Version mit Klavier-Begleitung auf. 
Wenig später brachte er die zu dem Zeitpunkt 13 Jahre alte Tiffany ins Studio, die das Lied originalgetreu nachsingen musste. Tobin legte noch ein Gitarren-Solo über die Aufnahme und erhöhte leicht das Tempo. Ihm gefiel das Ergebnis so gut, dass er Blaisch einen Plattenvertrag anbot, den sie allerdings auf Anraten ihres Rechtsanwalts nicht annahm.
So kaufte Tobin Blaisch die Veröffentlichungsrechte ab und bot die von Tiffany aufgenommene Fassung zahlreichen Sängerinnen an, unter ihnen Crystal Gayle, Dolly Parton und Natalie Cole, doch keine wollte das Lied aufnehmen. In der Zwischenzeit hatte Tiffanys Karriere begonnen, und Tobin beschloss, das Stück auf ihrem Debütalbum in der Version zu berücksichtigen, die Tiffany als 13-Jährige aufgenommen hatte.

## Veröffentlichung
Die Erstveröffentlichung des Liedes erfolgte auf dem Album Tiffany im September 1987. Could’ve Been war die dritte Single-Auskopplung aus dem Album und erschien im November 1987. Es wurde Tiffanys zweiter Nummer-eins-Hit nach I Think We’re Alone Now. 
Des Weiteren wurde das Lied noch ein Nummer-eins-Hit in Kanada und Irland. Im Vereinigten Königreich erreichte der Titel Platz 4 der Charts. Das Lied war 1988 für den Grammy nominiert.
2005 coverte Carrie Underwood in der Casting-Show American Idol das Lied.

## Musikvideo
Als Musikvideo diente eine Live-Version von Could′ve Been, bei der die Fans den Titel mitsingen. Das Lied wurde in London gesungen, dementsprechend werden im Musikvideo auch einige Wahrzeichen von London, wie die Tower Bridge direkt zu Beginn des Musikvideos, gezeigt.